# Uli T. Swidler
Uli T. Swidler (* 1961 in Leverkusen als Uli Tobinsky) ist ein deutscher Roman- und Drehbuchautor. Pseudonym "Leonard Bell".

## Leben
Nach dem Abitur belegte er ein Studium und arbeitete als Techniker und Regieassistent am Theater der Keller, Köln. Dann arbeitete er bei Radio und TV als Autor, Reporter, Regisseur, Sounddesigner und Moderator und war Inhaber der Musikproduktionsfirma Music L.A.B.
Seit 1996 schreibt er Romane und Drehbücher. Bis 2001 hat er unter seinem Geburtsnamen veröffentlicht. Seit 3. September 2001 ist er mit der deutschamerikanischen Filmproduzentin und Autorin Nicole Swidler verheiratet, deren Namen er angenommen hat.

## Werke
- Yellow Cab. Emons, Köln 1988, ISBN 3-924491-10-0 (Köln-Krimi Nr. 4).
- Die Versteckten. Klein und Blechinger, Köln 1993, ISBN 3-927658-23-5.
- Malakka. Der Tod kommt in der Nacht. Delius Klasing, Bielefeld 2007, ISBN 978-3-7688-1912-1.
- Toskana für Arme. Liebeserklärung an ein italienisches Dorf. Kindler Verlag, Reinbek 2009, ISBN 978-3463405599
- Toskana für Arme. Liebeserklärung an ein italienisches Dorf. Hörbuch, Argon Verlag, Berlin 2009, ISBN 978-3866107601
- Toskana für Arme. Liebeserklärung an ein italienisches Dorf. Rowohlt Taschenbuch, Reinbek 2010, ISBN 978-3-499-24944-0
- Das Leben ist eine Nudel. Neues vom Monte Dolciano. Kindler Verlag, Reinbek 2010, ISBN 978-3-463-40590-2
- Mörder ohne Gesicht. in: Mordsweihnachten. Ein krimineller Adventskalender. Rowohlt Taschenbuch, Reinbek 2010, ISBN 978-3-499-25554-0
- Der Poliziotto, Rowohlt Taschenbuch, Reinbek bei Hamburg 2011 ISBN 978-3-499-25398-0
- Der Poliziotto tappt im Dunkeln, Rowohlt Taschenbuch, Reinbek bei Hamburg 2012 ISBN 978-3-499-25982-1
- Der Urbino-Krimi: Die Tote im Palazzo, ARD Degeto, März 2016. Verfilmung des Romans Der Poliziotto
- Der Urbino-Krimi: Mord im Olivenhain, ARD Degeto, März 2016. Verfilmung des Romans Der Poliziotto tappt im Dunkeln
- Roh, Politthriller. Europaverlag, München 2018, ISBN 978-3958901797
- Der Petticoat Mörder. Ullstein Verlag, Berlin 2020. VÖ unter dem Pseudonym "Leonard Bell", ISBN 978-3548063072
- Der weiße Panther. Ullstein Verlag, Berlin 2021. VÖ unter dem Pseudonym "Leonard Bell", ISBN 978-3548063119